# Nanomateriály
Nanomateriály jsou definovány jako materiály, které mají alespoň v jednom směru (alespoň v jedné dimenzi) velikost v rozmezí 1 až 100 nm (obvyklá definice nanoměřítka; jeden nanometr je 10−9 neboli 1 miliardtina metru).
Výzkum nanomateriálů využívá nanotechnologických postupů, které byly vyvinuty pro cílenou přípravu a aplikaci funkčních a užitečných materiálů, které svým rozměrem odpovídají nanoměřítku. Stavební jednotky nanomateriálů jsou určovány rozměrem, tvarem, krystalinitou (poměr krystalických a amorfních domén), mezifázovým rozhraním a chemickým složením. Materiály se strukturou v nanoměřítku mají často jedinečné optické, elektrické, termo-fyzikální a mechanické vlastnosti.
Aplikace nanomateriálů začínají vstupovat na komerční trh a začínají se objevovat jako volně dostupné zboží.

## Definice
Mezinárodní organizace pro normalizaci definuje nanomateriály jako (ISO/TS 80004): "materiál splňující alespoň v jedné dimenzi podmínku nanoměřítka nebo mající ve své vnitřní struktuře nebo na povrchu částice s velikostí v nanoměřítku", s nanoměřítkem definovaným jako: "velikost v rozmezí 1 až 100 nm". Tato definice zahrnuje jak nanoobjekty, které jsou samostatnými částicemi materiálu, tak i nanostrukturované materiály, které mají vnitřní nebo povrchovou strukturu v nanoměřítku. Nanomateriál může být členem obou těchto kategorií.
Dle Evropské komise (18. 10. 2011) byla přijata následující definice nanomateriálů využitelná pro právní předpisy EU týkající se těchto materiálů, založená na přístupu zohledňujícím rozměr základních částic materiálu: "Nanomateriálem se rozumí přírodní materiál, materiál vzniklý jako vedlejší produkt, nebo vyrobený materiál obsahující částice v nesloučeném stavu nebo jako agregát či aglomerát, ve kterém je u 50 % nebo více částic ve velikostním rozdělení jeden nebo více vnějších rozměrů v rozmezí velikostí 1 – 100 nm".

## Zdroje nanomateriálů

### Přírodní nanomateriály
V biologických systémech se vyskytují přírodní funkční nanomateriály. Struktura některých bakterií a virů (proteiny, kapsidy) se pohybuje ve velikosti nanoměřítka. Někteří živočichové a rostliny mají části svých těl pokryty nanomateriály, které zajišťují specifické vlastnosti, jako např. krystaly vosku pokrývající povrch listů lotosu nebo lichořeřišnice, adhezní polštářky na spodní části nohy gekonů, křídla některých motýlů jsou pokryta nanokrystaly a dodávají jim jejich optické vlastnosti. Existuje také celá řada přírodních koloidů (mléko, krev), které mají částice o velikosti nanometrů. Mnoho přírodních stavebních materiálů má stupňovitou strukturu a materiály jsou sestaveny hierarchicky z částic zapadajících do nanosvěta (kůže, drápy, parohy, peří, vlasy).
Přírodní anorganické nanomateriály lze pozorovat na tvorbě a růstu krystalů v různých chemických podmínkách zemské kůry. Například jíly obsahují komplexní nanostruktury, díky anizotropii jejich základní krystalové struktury. Vulkanickou činností mohou vznikat opály, které jsou příkladem přirozeně se vyskytujících optických krystalů, díky jejich vnitřní nanostruktuře.
Mezi přírodní zdroje nanočástic se zahrnují také produkty lesních požárů, sopečné prachy, a radioaktivní rozpad radonového plynu. Přírodní nanočástice mohou být také produktem přírodního rozpadu hornin obsahujících kovy.
Galerie přírodních nanomateriálů

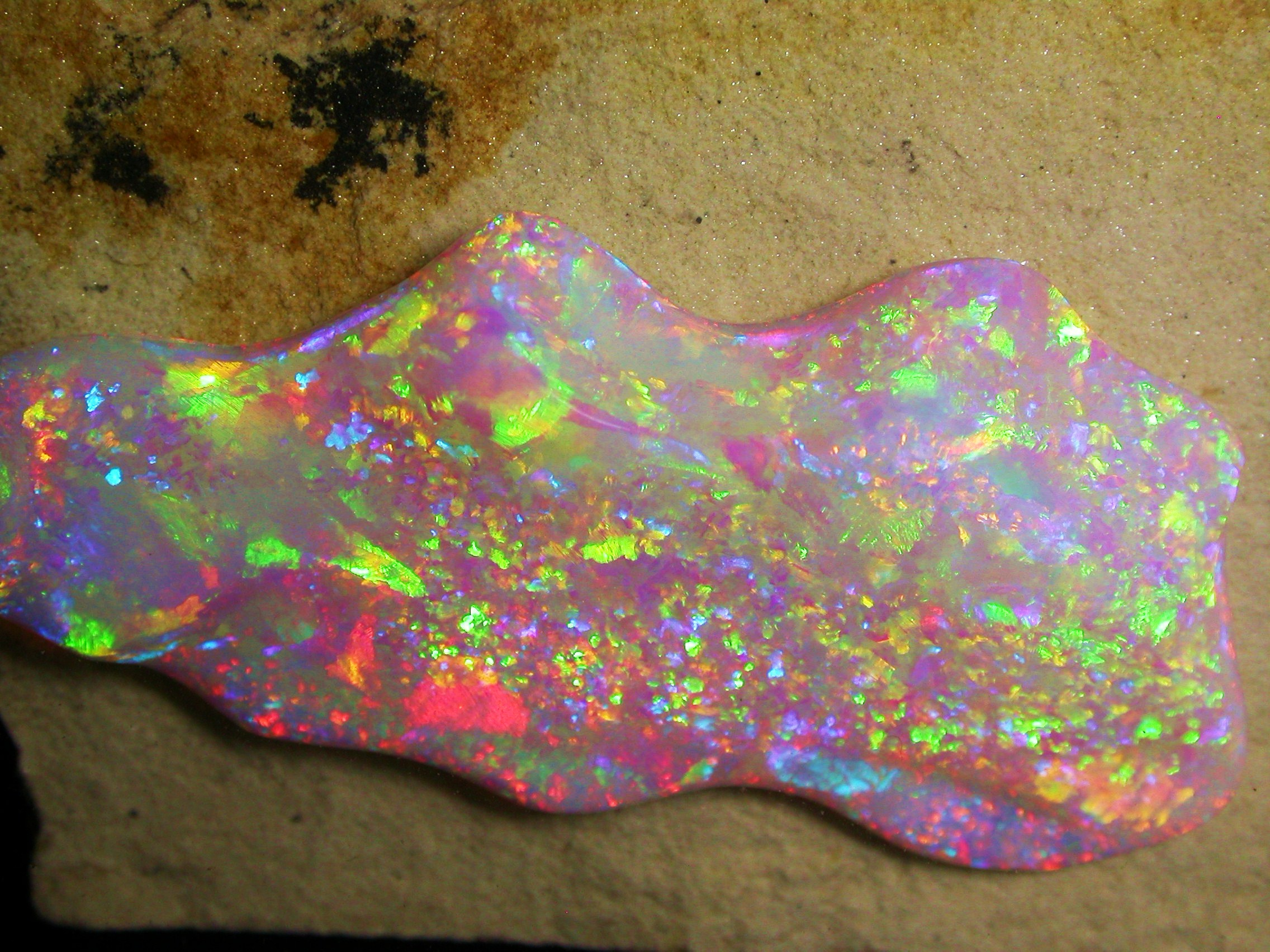
Brazilský krystal opálu. Barevnost krystalu je způsobena rozptylem a lomem světla mezi vrstvami krystalové mřížky křemíku (150–300 nm)
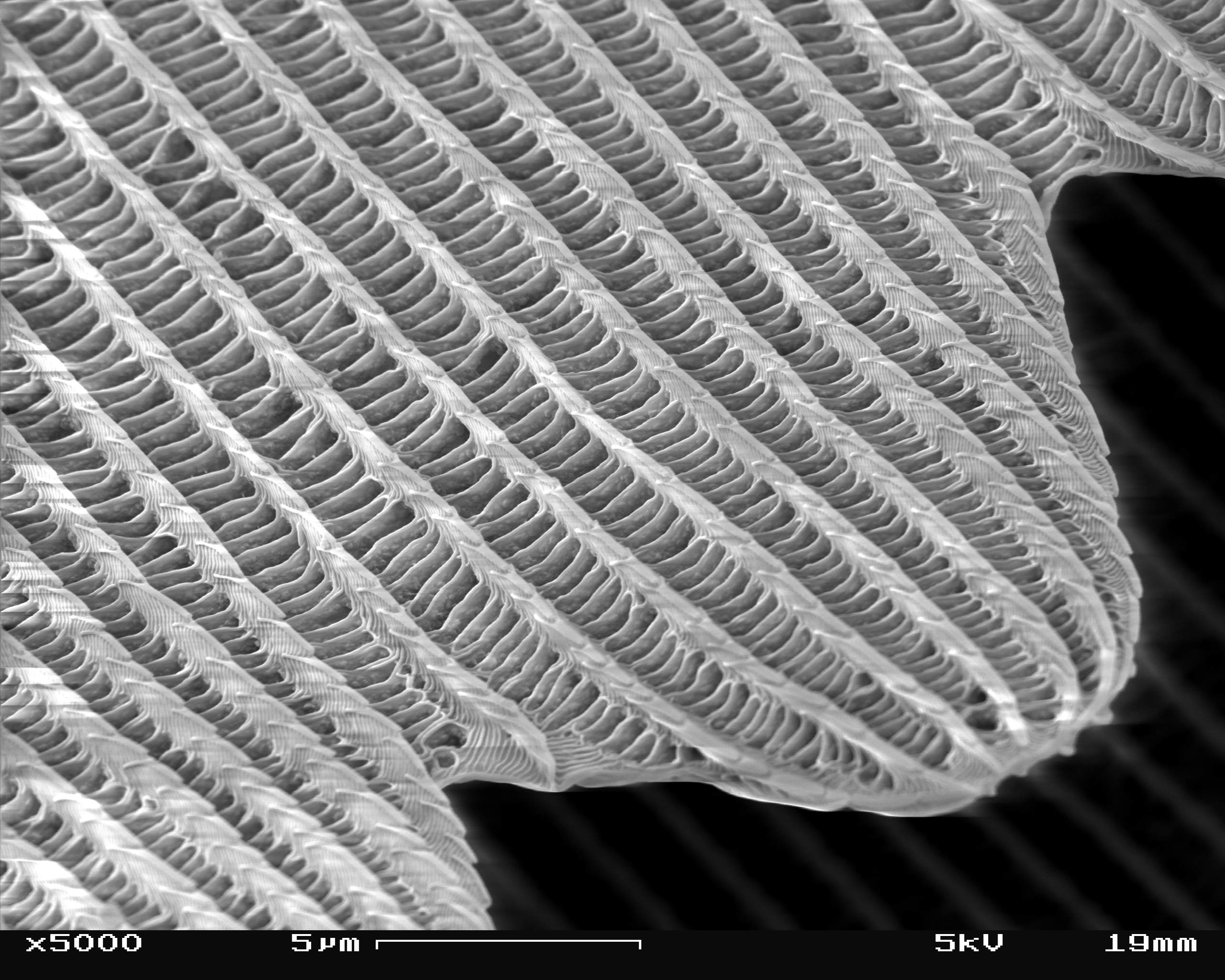
SEM snímek struktury motýlího křídla (× 5000)
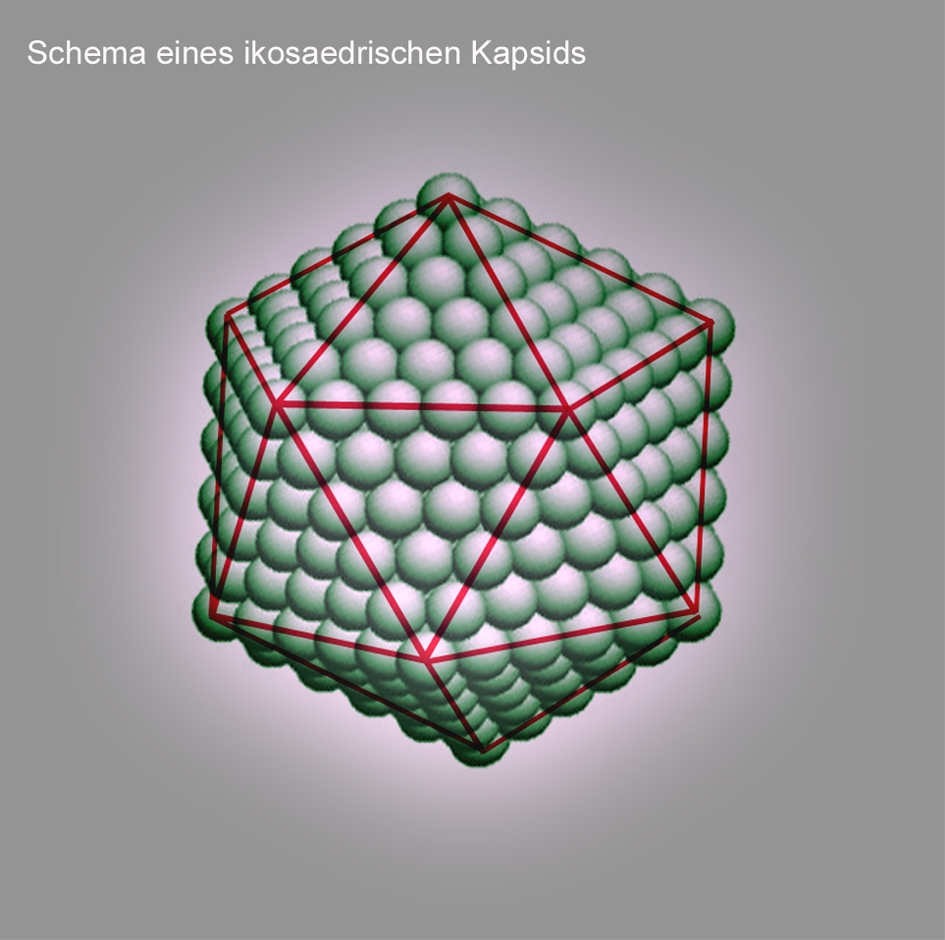
Kapsida viru
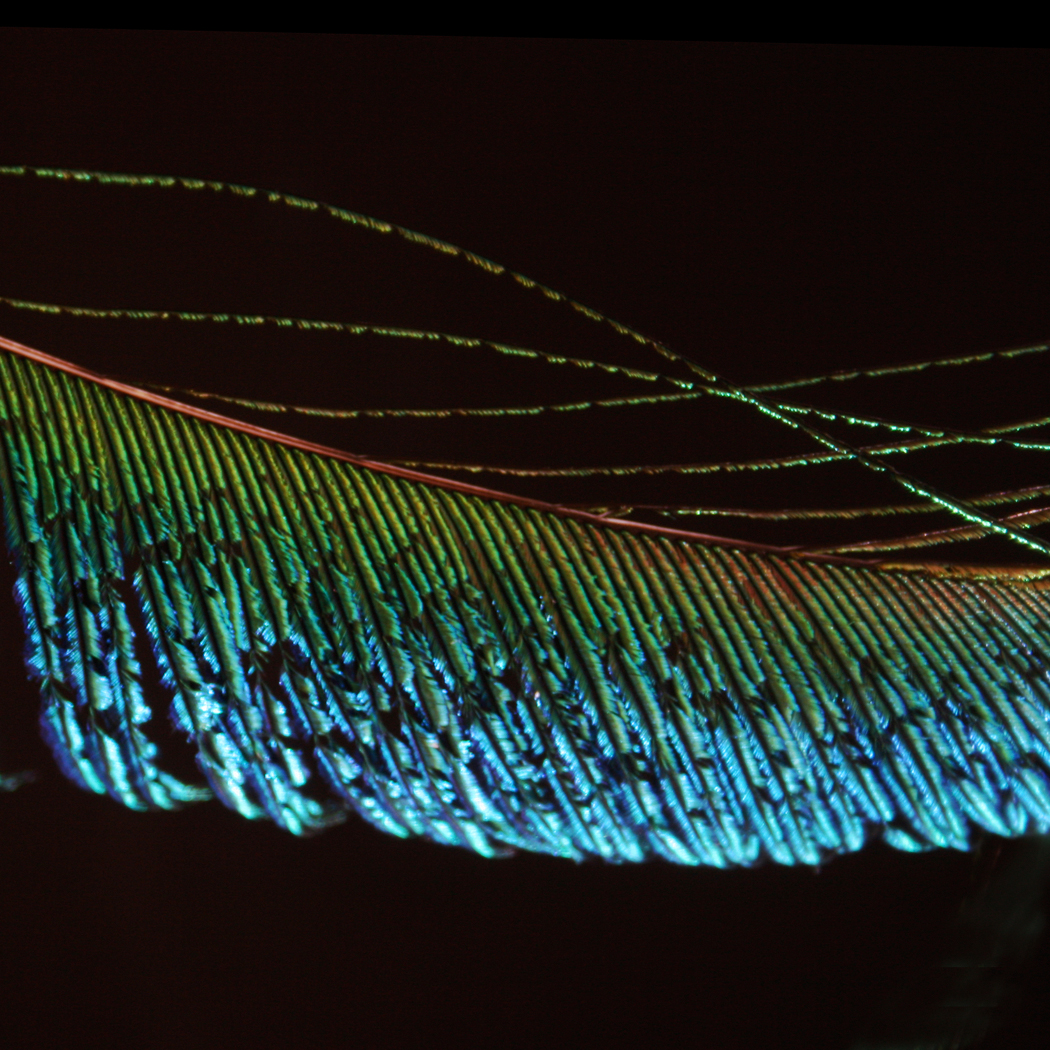
Detail pavího pera – pozorované různé barvy jsou způsobeny rozptylem světla na periodickém strukturním uspořádání nanočástic
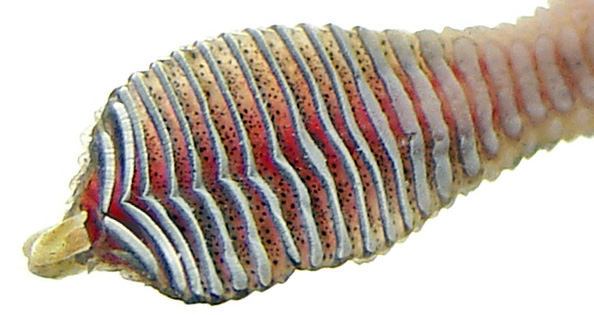
Přiblížený pohled na nohu gekona, který se udrží na skleněném povrchu adhezními polštářky
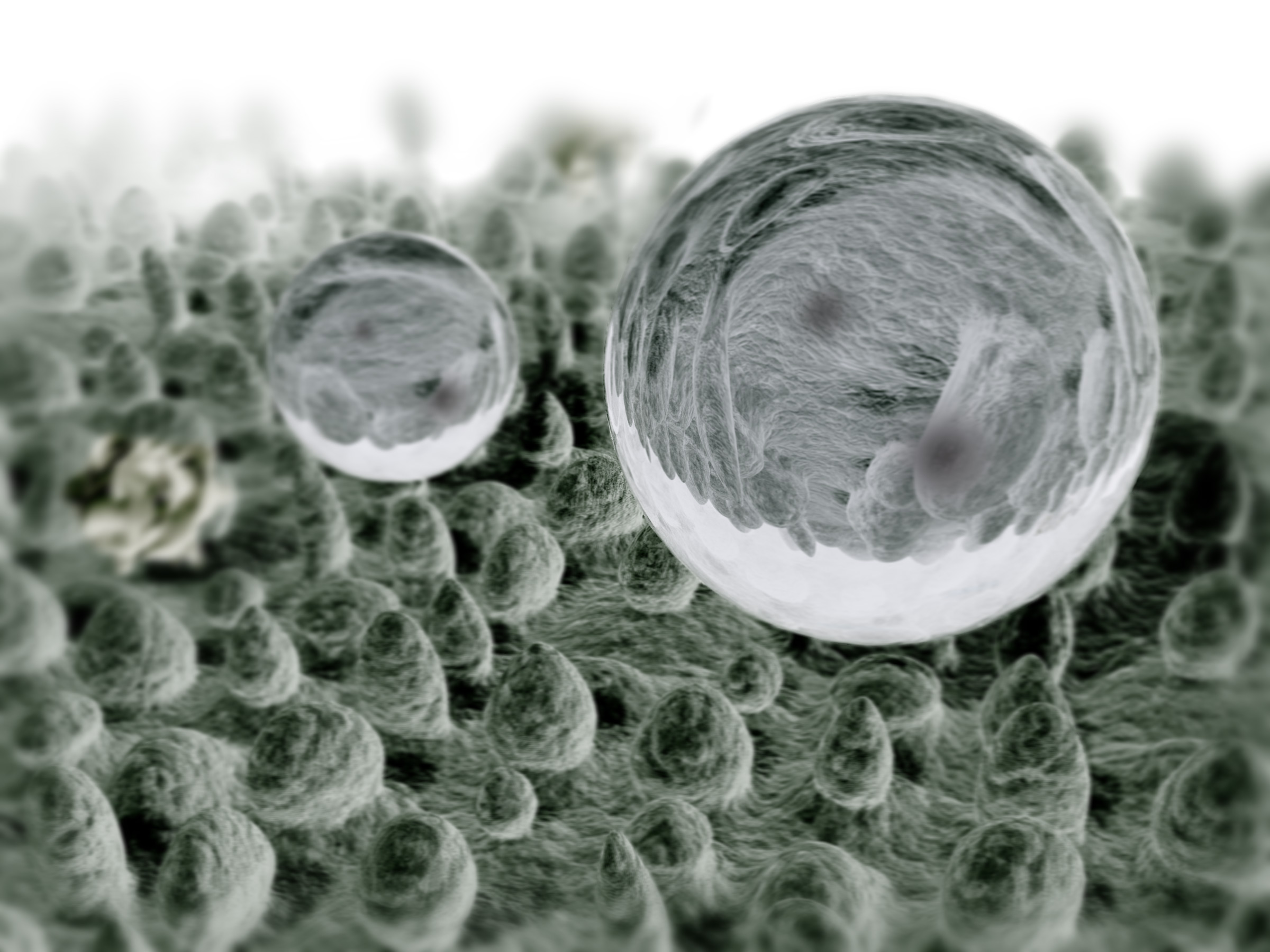
Lotosový efekt, hydrofobní efekt, kterým jsou zajištěny samočisticí vlastnosti. Na povrchu listu lotosu se nacházejí výstupky tvořené nanočásticemi, které tento efekt zajišťují

### Vyráběné nanomateriály
Vyráběné nanomateriály jsou nanočástice a nanomateriály cíleně navržené a vyráběné člověkem, aby měly určité požadované vlastnosti.
Tyto nanočástice a struktury nacházejí své uplatnění v průmyslu například v elektrotechnických, optických či biomedicínských aplikacích nebo jako katalyzátory při chemických reakcích. Příkladem konkrétních aplikací nanočástic může být využití nanočástic oxidů železa pro čištění vod nebo aplikace nanočástic zlata v léčbě rakoviny.

Galerie cíleně vyráběných nanomateriálů
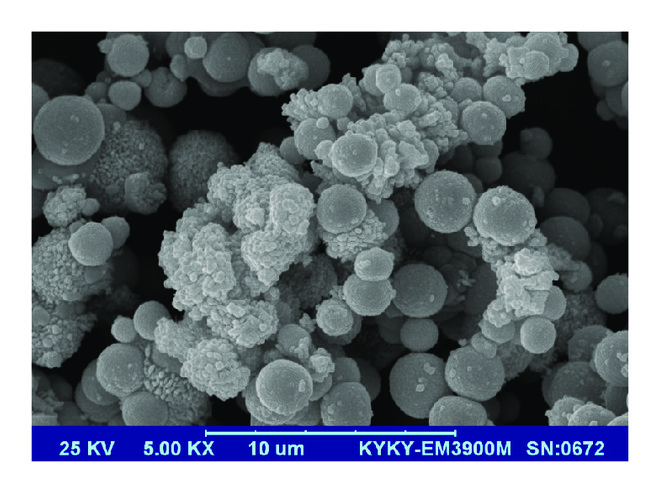
Nanočástice CuO – snímek ze skenovacího elektronového mikroskopu (SEM)
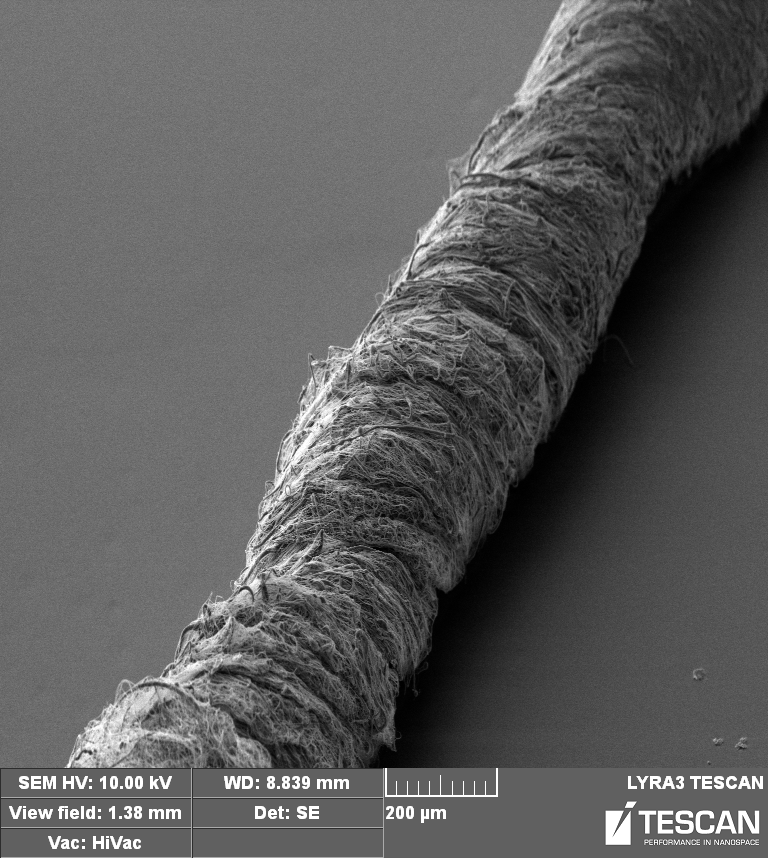
SEM snímek nanovlákenné příze, polymer PVA (polyvinylalkohol)
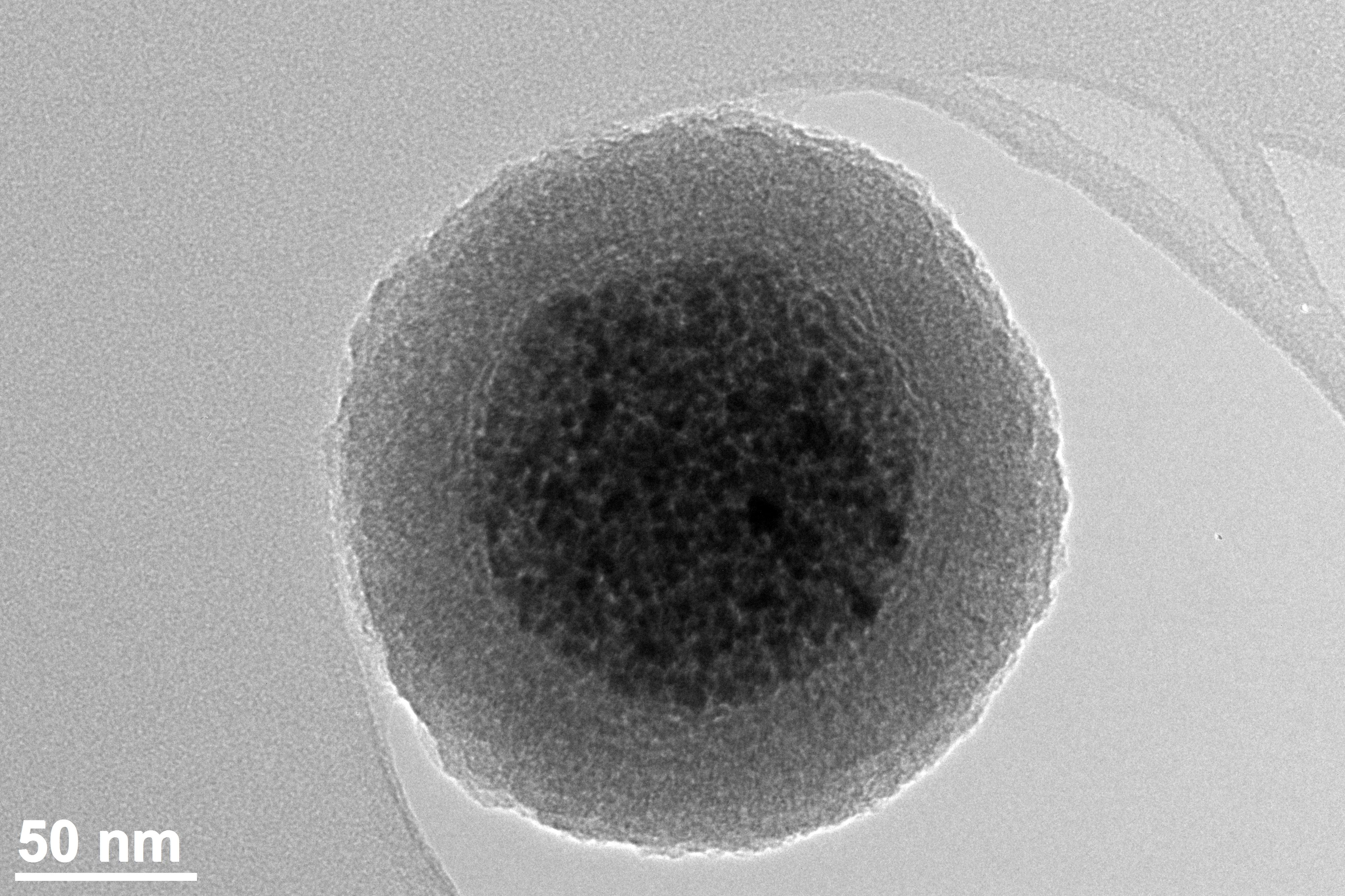
TEM (tunelovací elektronový mikroskop): snímek clusteru magnetických nanočástic s obalem tvořeným křemíkem. Tento cluster má díky své struktuře větší magnetický moment než samotné nanočástice

### Ultrajemné nanočástice
Nanomateriály mohou vznikat neúmyslně při průmyslovém zpracování látek, a to zejména při jejich spalování a vaporizaci. Zdroji těchto nanočástic jsou i spalovací motory, tavení, svařování a spalovacích procesech při vytápění domácností. Například fullereny (třída uhlíkových nanomateriálů) jsou produkovány při spalování bezníznu,[ujasnit] biomasy a parafínu ve svíčkách. Tyto nanočástice vyskytující se v atmosféře jsou často označovány jako tuhé imise, které mohou způsobovat znečištění ovzduší.

## Typy
Nanoobjekty jsou často děleny podle jejich dimensionality (kolik dimenzí objektu patří do nanoměřítka). Nanočástice jsou definovány jako nanoobjekty, které ve všech třech rozměrech nabývají velikost od 1 do 100 nm. Nanovlákna mají dvě vnější dimenze v nanoměřítku a jsou označovány za 2D objekty. Mezi nanovlákna řadíme nanotrubice, duté nanovlákenné struktury a nanodráty tvořené pevnými krystalickými nanovlákny. Nanofilmy/tenké vrstvy mají pouze jeden vnější rozměr v nanoměřítku struktury, které mají své dvě větší dimenze výrazně odlišné jsou nazývané nanostuhy.
Nanostruktury jsou nejčastěji charakterizovány podle skupenství hnoty, které ve své struktuře obsahují. Za nanokompozity jsou považovány vícefázové pevné materiály, kde alespoň jedna z fází má jeden, dva nebo tři rozměry menší než 100 nanometrů nebo struktury mající opakovací vzdálenosti v různých měřítcích, které tvoří materiál, v nanoměřítku. Nanopěny mají pevnou nebo kapalnou matrici, naplněnou plynnými částicemi. Pro nanošeny platí podmínka, že alespoň jedna z fází musí mít částice v nanorozměrech. Nanoporézní materiály jsou pevné látky mající ve své struktuře nanopóry, dutiny ve formě uzavřených nebo otevřených pórů. Nanokrystalické materiály mají významnou část své struktury tvořenou krystaly o velikosti od 1 do 100 nm.

### 0D nanostruktury – nanočástice
Nanočástice mají všechny tři své vnější rozměry v nanoměřítku. Nanočástice mohou také tvořit vnitřní strukturu pevného makroskopického materiálu a vytvářet tak nanokompozit.

#### Fullereny
Fullereny jsou jednou z alotropických modifikací uhlíku. Jedná se o molekuly tvořené z atomů uhlíku uspořádaných do vrstvy z pěti- a šestiúhelníků s atomy ve vrcholech, která je prostorově svinuta do uzavřeného tvaru (nejčastěji do tvaru koule nebo elipsoidu). Vzhledem k této struktuře jsou mimořádně odolné vůči vnějším fyzikálním vlivům. V dutině molekuly fullerenu může být uzavřený jiný atom, několik atomů či malá molekula.

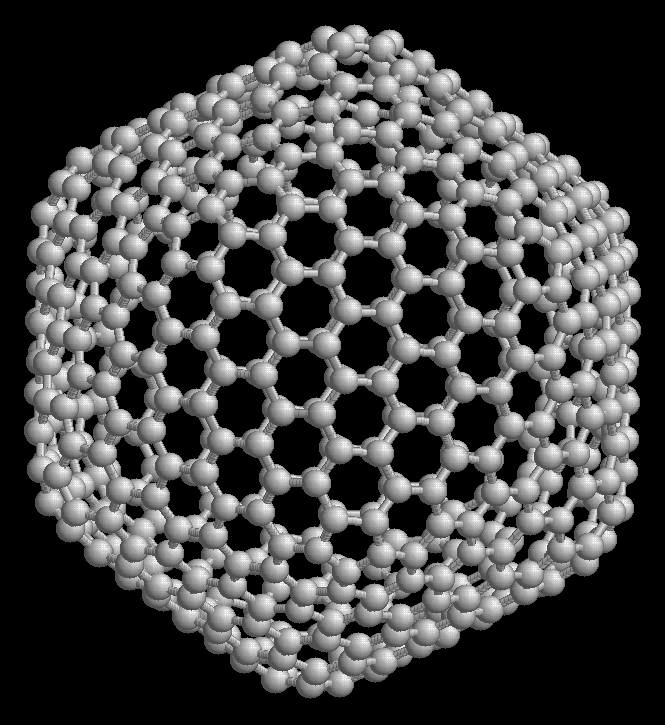
Fulleren C_{540}

Prvním objevenou molekulou fullerenu byl buckminsterfullerene (C60), který byl pojmenován po americkém architektovi Buckminsteru Fullerovi. Buckminsterfulleren byl připraven v roce 1985 Richardem Smalleym, Robertem Curlem a Haroldem Krotoem, kteří za tento objev získali v roce 1996 Nobelovu cenu.
Během posledních let se fullereny dostaly do středu zájmu výzkumníků, díky svým chemickým a fyzikálním vlastnostem. Jedním z významných zájmů výzkumu byla potenciální aplikace fullerenu pro využití v lékařství (podávání léčiv, léčba rakoviny, cílená aplikace antibiotik).

#### Kovové nanočástice
Nanočástice kovů jsou považovány za flexibilní nanostruktury, díky možnosti kontrolovat jejich strukturu, tvar, velikost a optické vlastnosti pomocí nestavení podmínek během syntézy. Nanočástice kovů mají netypické optické, chemické a fyzikální vlastnosti, což je způsobeno velkým povrchem a velkou povrchovou energií atomů v porovnání s většími částicemi pevného kovem a tím, že nanometrová struktura znamená volnou cestu pro elektron v kovu. 

#### Kvantové tečky
Kvantové tečky jsou specifickou skupinou nanočástic. Jedná se nejčastěji o polovodičové nanokrystaly, které mají specifické vlastnosti v závislosti na jejich velikosti. S velikostí kvantové tečky se mění energetický rozdíl mezi valenčním a vodivostním pásem. Pokud bude elektronu přítomnému ve valenčním pásu kvantové tečky dodána dostatečná energie pro přechod do vodivostního pásu, dojde k jevu nazývanému excitace. Tuto excitaci lze u kvantových teček vyvolat pomocí viditelného světla nebo UV záření. Excitovaný elektron se po nějakém čase vrací zpátky na svou původní energetickou hladinu a přebytečná energie je vyzářena (emitována) v podobě fotonu. Čím menší je kvantová tečka, tím větší je energetický rozdíl. Změnou velikosti kvantových teček téže sloučeniny, lze připravit částice vyzařující záření s odlišnou vlnovou délkou. Vlnové délky vyzařované kvantovými tečkami spadají do oblasti viditelného světla. Vlnové délky odpovídají konkrétním barvám ve viditelném spektru, proto je možné pozorovat odlišná zbarvení kvantových teček v závislosti na jejich velikosti. Díky těmto vlastnostem mohou být kvantové tečky využity v medicíně k detekci rakovinných buněk nebo v energetických aplikacích, a to zejména v oblasti solární energie.

### 1D nanostruktury
Za jednodimenzionální nanostruktury jsou nejčastěji označována nanovlákna, délkové útvary o charakteristických rozměrech a vlastnostech. Charakteristikou nanovláken je jejich průměr, který se pohybuje mezi 100 až 800 nm. Nejmenšími připravenými krystalickými vlákny byla nanovlákna s průměrem o velikosti jediného atomu. Mezi 1D nanostruktury se zařazují také duté útvary, nanotrubice. Například uhlíkové nanotrubice, útvary poskládané z uhlíkových atomů uspořádaných do grafitových vrstev, následně smotaných do trubic. Unikátní struktura jim dodává unikátní vlastnosti, mezi které patří vysoká mechanická odolnost, pružnost, elektrické a optické vlastnosti, které jsou využívány v bioaplikacích.

### 2D nanostruktury

Vizualizace struktury uhlíkové nanotrubičky

Dvoudimenzionální nanostruktury jsou krystalické materiály, které jsou ve dvou ze svých vnějších rozměrů tvořeny částicemi o velikosti od 1 do 100 nanometrů. Nejpodstatnějším zástupcem této skupiny je grafen, který byl objeven v roce 2004. Jedná se o vrstvu atomů uhlíku v uspořádání podobném grafitu o šířce jednoho atomu. Tenké filmy se šířkou v nanoměřítku jsou považovány za nanostruktury, ale většinou nebývají zařazeny mezi nanomateriály, protože nemohou existovat samostatně bez substrátu, na kterém jsou naneseny.

### 3D nanostrukturované materiály
Některé makroskopické materiály mají svou vnitřní strukturu tvořenou nanočásticemi, díky kterým získávají specifické vlastnosti. Mezi tyto materiály se řadí nanokompozity, nanokrystalické materiály, nanostrukturované filmy a polykrystaly.
Často se jedná o makroskopické materiály obohacené o nanotechnologický materiál v podobě nanočástic. Dodáním nanočástic do původního materiálu dochází k výraznému zlepšení zejména mechanických a tepelných vlastností.

## Syntéza
Cílem všech metod přípravy nanomateriálů je připravit materiál, jehož charakteristické vlastnosti budou důsledkem velikosti částic v tomto materiálu. Velikost částic při přípravě nanomateriálů musí splňovat podmínky nanoměřítka (velikost částic od 1-100 nm). Kvůli existenci Velikostní podmínky pro částice, musí být metody přípravy a syntézy nanočástic navrhovány tak, aby při nich bylo moon kontrolovat velikost vznikajících částic materiálu.
Nejčastěji se metody přípravy nanomateriálů rozdělují do dvou typů "bottom up" a "top down" metody. Základní rozdíl mezi těmito metodami tvoří počáteční materiál využitý k přípravě nanočástic. Top-down metody využívají fyzikálních a chemických metod k dosažení nanočástic postupným zmenšováním materiálu na menší částice. Zatím co metody „bottom-up“ pracují na přesně opačném principu, nanostruktury jsou budovány z jednotlivých atomů, klastrů. Tvar velikost i stabilita jsou závislé na zvolené metodě a použitých termodynamických a chemických podmínkách

### Bottom up metody
Syntéza nanočástic, využívající bottom-up metody, je založena na skládání nanostruktur z menších částic spojováním atomů nebo molekul, které se získávají například chemickou nebo elektrochemickou redukcí kovu z jeho solného roztoku nebo kontrolovaným rozkladem metastabilních organokovových sloučenin. V těchto metodách se nejprve vytvoří klastry, ze které se shlukují za tvorby cílových nanostruktur. Chemické a termodynamické podmínky při syntéze ovlivňují tvar, velikost a stabilitu nanočástic. Díky tomu lze reprodukovatelně připravit nanočástice s přesně definovanými vlastnostmi a to i o velikostech v řádech jednotek nanometrů. Tyto metody lze rozdělit na metody při nichž vznikají nanočástice v pevném, kapalné nebo plynném stavu a biosyntézu nanočástic.

#### Metody přípravy nanočástic v pevné fázi
V metodě fyzikální depozice z plynné fáze, je materiál nanášen na povrch, ve formě tenkého filmu nebo nanostruktury. Kontrolované podmínky vakuové technologie způsobí přechod materiálu do plynného stavu, ze kterého je následně kondenzován na substrátu.
Metoda chemické depozice z plynné fáze, ve které je nanášení materiálu na substrát prováděno chemickou reakcí nebo pomocí plynných molekul obsahujících atomu, které napomáhají vytvoření tenkého filmu materiálu.

#### Metody přípravy nanočástic v kapalné fázi
Nejjednodušší metodou přípravy nanočástic kovů je metoda chemické redukce. V této metodě je využito redukce kationtů kovů, které vznikly rozpuštěním jejich solí ve vodném nebo organickém rozpouštědle. Jako redukční činidla jsou běžně využívány látky jako například borohydrid sodný, citrát sodný, plynný vodík nebo kyselina askorbová.Metody chemické redukce jsou k přípravě nanočástic využívány především díky méně složité přípravě a ekonomické výhodnosti.

#### Metody přípravy nanočástic v plynné fázi
Plamenová pyrolýza využívá k tvorbě nanočástic kovů vstřikování prekurzoru v kapalné fázi přímo do plamene. Tato metoda dovoluje použití prekurzorů, které nemají dostatečně vysoký tlak par v plynné formě. Plyny, kapaliny i pevné látky mohou pomocí plamenové pyrolýzy tvořit nanočástice.

### Top down metody
Top-down metody k přípravě nanočástic využívají mechanické a chemické cesty pomocí, kterých zmenšují počáteční materiál na menší a menší částice, až nakonec dosáhnou nano rozměru. K těmto metodám patří například laserová ablace, mechanické mletí materiálu nebo chemické leptání. Hlavní nevýhodou těchto metod představuje velká variabilita velikosti vzniklých částic. Průměr částic se obvykle pohybuje v řádu desítek až stovek nanometrů a částice nejsou reprodukovatelně připravitelné. Tyto metody jsou také velmi energeticky a finančně nákladné.

#### Mechanické mletí
Principem této metody je mletí materiálu na prach tvořený nanočásticemi, pomocí srážek s předměty s velkou mechanickou energií.

#### Laserová ablace
Jednou z nejčastěji využívaných metod přípravy kovových nanočástic současnosti je Laserová ablace. Při této metodě jsou nanočástice syntetizovány působením laserového paprsku na povrch makroskopického materiálu např. kovová folie. Paprsek laseru zahřeje kovový materiál k jeho bodu varu. Vznikající páry, přechází do stavu plazmy, která adiabaticky expanduje a její kondenzací vznikají cílové nanočástice. Vlastnosti vzniklých nanočástic závisí na podmínkách a průběhu samotné laserové ablace. Velikost připravovaných částic se pohybuje v rozmezí od jednotek do několika desítek nanometrů, závisí na vlnové délce a intenzitě použitého laseru, na délce ozařování, na použitém rozpouštědle a také na přítomnosti dalších látek a iontů v roztoku. Následným ozařováním již připravené disperze nanočástic laserem lze změnit jejich velikost, polydisperzitu i morfologii.

### Stabilizace nanočástic
Stabilita nanočástic je schopnost disperzních soustav bránit se průběhu procesů vedoucích ke změně jejich struktury, stupně disperzity či charakteru rozdělení částic podle rozměrů. Lze rozlišovat mezi sedimentační a agregátní stálostí. Kovové nanočástice jsou nestálé zejména z důvodu agregace. Stabilizace nanoklastru je obvykle dělena na ektrostatickou a stérickou stabilizaci.

#### Elektrostatická stabilizace
Iontové sloučeniny rozpuštěné v roztoku (většinou vodném), mohou způsobovat elektrostatickou stabilizaci. Adsorpce těchto sloučenin a jejich odpovídající protiionty na povrchu kovu vytvoří elektrickou dvojvrstvu okolo částic, což vyvolá elektrostatickou repulzi mezi částicemi. Pokud je elektrický potenciál dvojvrstva dostatečně velký, potom elektrostatická repulze zabraňuje agregaci částic.

#### Stabilizace stérická
Provádí se přídavkem látky schopné dostatečně silné adsorpce na povrchu koloidních lyofobních částic, současně však nemusí být rozpustná v disperzním prostředí. Využívá se vhodných lyofilních nebo asociativních koloidů, které vytváří dostatečně silnou adsorpční vrstvu na celém povrchu a tím brání agregaci částic. V praxi se hojně využívají povrchově aktivní látky a také přírodní i syntetické polymery, v případě stabilizace nanočástic kovů nejlépe s vhodným heteroatomem (dusík, síra) zabezpečujícím dostatečně pevnou vazbu mezi povrchem částice a polymerním řetězcem. Ochranný účinek těchto koloidů závisí na jejich chemických vlastnostech, teplotě nebo stupni disperzity.